# Золотой ключик, или Приключения Буратино
«Золото́й клю́чик, и́ли Приключе́ния Бурати́но» — повесть-сказка советского писателя Алексея Толстого, представляющая собой литературную обработку сказки Карло Коллоди «Приключения Пиноккио. История деревянной куклы». Толстой посвятил книгу своей будущей четвёртой и последней жене Людмиле Крестинской.

## История создания и публикации
Создание повести началось с того, что в 1923 году Алексей Толстой, будучи в эмиграции, редактировал русский перевод сказки итальянского писателя Карло Коллоди «Приключения Пиноккио. История деревянной куклы» (1883), осуществлённый Ниной Петровской. Через год эта книга вышла в Берлине, в издательстве «Накануне» (когда Толстой уже вернулся в СССР).
Данный перевод под редакцией Толстого на фоне других выделяется наличием в тексте ряда попыток адаптировать итальянские реалии для русских читателей в виде стилистических переделок (в тексте присутствуют русские пословицы, поговорки и т. п.). Примечательно, что позже Толстой перенёс часть этих адаптаций в «Золотой ключик» — в частности, в этом переводе Джеппетто уже был переименован в Карло.
В октябре 1933 года Толстой подписал с издательством «Детгиз» договор на написание своего собственного пересказа «Пиноккио» (в соавторстве с Ниной Петровской), но в декабре 1934 года у него случился инфаркт миокарда, из-за чего Толстой вынужден был отложить работу над повестью и вернулся к ней только весной 1935 года (для этого ему пришлось отложить работу над трилогией «Хождение по мукам»).
Хотя изначально Толстой планировал просто выпустить свой собственный перевод оригинала, в дальнейшем он увлёкся оригинальной идеей и создал собственный сюжет, добавив историю очага, нарисованного на старом холсте, и золотого ключика. В итоге он довольно далеко ушёл от исходного сюжета по причине того, что тот устарел для периода социалистического реализма, а также потому, что сказка Коллоди полна морализаторства и поучительных сентенций. Толстому же хотелось вдохнуть в персонажей больше духа авантюризма и веселья.

Я работаю над «Пиноккио». Вначале хотел только русским языком написать содержание Коллоди. Но потом отказался от этого, выходит скучновато и пресновато. С благословения Маршака пишу на ту же тему по-своему.
В августе 1935 года сказка была закончена и сдана в производство в издательство «Детгиз», а параллельно начала печататься по частям в газете «Пионерская правда» (7 ноября — 30 декабря 1935 года и 2—18 января 1936 года) и вскоре вышла отдельным изданием.
До 1986 года сказка издавалась в СССР 182 раза и была переведена на 47 языков. Общий тираж составил 14,587 миллиона экземпляров.

## Пьеса А. Н. Толстого
В 1936 году Толстой также написал пьесу «Золотой ключик» для Центрального детского театра по просьбе его основателя Наталии Сац, а композитор Леонид Половинкин написал музыку. В 1939 году Толстой также написал по пьесе сценарий одноимённого фильма, который поставил Александр Птушко.

## Сюжет
Действие сказки происходит в вымышленном городке Тарабарского королевства на берегу Средиземного моря.

### День 1-й
Старому столяру Джузеппе по прозванию Сизый Нос попалось в руки полено. Джузеппе начал его тесать топориком, чтобы сделать ножку для стола, но полено запищало человеческим голосом. Тогда Джузеппе решил не связываться с этим странным предметом и подарил полено своему другу — бывшему шарманщику Карло, посоветовав вырезать из полена куклу. Правда, в момент передачи полено ударило Карло по голове, и он немного подрался с Джузеппе, но друзья быстро успокоились и помирились.
Карло принёс полено в свою нищую каморку и сделал из него куклу. Она ожила прямо в его руках (так как полено было живым, то и кукла живая), причём нос самопроизвольно удлинился. Едва Карло успел назвать созданную куклу Буратино, как она убежала из каморки на улицу. Карло бросился в погоню. Буратино остановил полицейский, схватив за нос, но когда подоспел папа Карло, Буратино притворился мёртвым. Прохожие решили, что это Карло «до смерти заколотил» куклу, и полицейский увёл Карло разбираться в отделение.
Буратино один вернулся в каморку под лестницей, где встретился с Говорящим Сверчком. Последний посоветовал Буратино вести себя хорошо, слушаться папу Карло и пойти в школу. Буратино, однако, ответил, что он не нуждается в подобных советах и что ему больше всего на свете нравятся страшные приключения, а в подтверждение своих слов даже запустил в Сверчка молотком. Обиженный Сверчок навсегда уполз из каморки, где прожил более ста лет, напоследок предсказав деревянному мальчику большие неприятности.
Почувствовав голод, Буратино бросился к очагу и сунул нос в котелок, но тот оказался нарисованным, и Буратино лишь проткнул своим длинным носом холст. Потом он нашёл яйцо и разбил его, чтобы съесть, но вместо содержимого там оказался цыплёнок, который, поблагодарив Буратино за освобождение, выскочил в окно каморки и убежал к своей маме.
Вечером того же дня из-под пола вылезла старая крыса Шушара. Буратино дёрнул её за хвост, а крыса обозлилась, схватила его за горло и поволокла в подполье. Но тут из полицейского участка вернулся Карло, спас Буратино и накормил его луковицей. Потом он склеил Буратино одежду: «курточку из коричневой бумаги и ярко-зелёные штанишки. Смастерил туфли из старого голенища и шапочку — колпачком с кисточкой — из старого носка».
Помня совет Говорящего Сверчка, Буратино сказал Карло, что пойдёт в школу. Чтобы купить азбуку, Карло пришлось продать свою единственную куртку.
Буратино уткнулся носом в добрые руки папы Карло. 

— Выучусь, вырасту, куплю тебе тысячу новых курток…

### День 2-й
На следующий день Буратино с утра отправился в школу, но по дороге услышал музыку, зазывающую зрителей на представление кукольного театра. Ноги сами принесли его к театру. Буратино продал какому-то мальчишке за четыре сольдо свою азбуку и купил билет на представление «Девочка с голубыми волосами, или Тридцать три подзатыльника». Во время этого представления Пьеро, Арлекин и остальные куклы узнали Буратино:
Это Буратино! Это Буратино! К нам, к нам, весёлый плутишка Буратино!
Буратино выскочил на сцену, и все куклы запели «Польку-птичку», но представление смешалось. Хозяин кукольного театра и доктор кукольных наук, синьор Карабас-Барабас, вмешался и убрал Буратино со сцены, после чего, пригрозив куклам семихвостой плёткой, приказал им продолжать представление.
За ужином директор кукольного театра велел Пьеро и Арлекину снять Буратино с гвоздя и бросить в огонь — он хотел использовать главного героя в качестве дров для жаркого, но внезапно расчихался и подобрел. Буратино удалось рассказать кое-что о себе. Когда он упомянул нарисованный очаг в каморке, Карабас-Барабас чуть не проговорился о какой-то тайне:
Так, значит, это в каморке старого Карло находится потайная…
После этого он пощадил Буратино и даже дал ему пять золотых монет, наказав с утра вернуться домой и отдать деньги Карло, с условием, чтобы тот ни в коем случае не уезжал из своей каморки. Буратино остался переночевать в кукольной спальне.

### День 3-й

Буратино, лиса Алиса и кот Базилио. Иллюстрация Леонида Владимирского к изданию 1956 года

С утра Буратино побежал домой, но по дороге повстречался с двумя мошенниками — лисой Алисой и котом Базилио, которые притворялись уличными попрошайками. Они, пытаясь обманным путём отнять деньги у Буратино, предложили ему отправиться не домой, а в Страну Дураков:
В Стране Дураков есть волшебное поле, — называется «Поле Чудес»… На этом поле выкопай ямку, скажи три раза: «Крекс, фекс, пекс», положи в ямку золотой, засыпь землёй, сверху посыпь солью, полей хорошенько и иди спать. Наутро из ямки вырастет небольшое деревце, на нём вместо листьев будут висеть золотые монеты.
После колебаний Буратино согласился. До вечера они блуждали по окрестностям, пока не оказались у харчевни «Трёх пескарей», где Буратино заказал три корочки хлеба, а кот и лиса — всю остальную еду, бывшую в харчевне. После ужина Буратино и его спутники легли отдохнуть на час. В полночь хозяин харчевни разбудил Буратино и сообщил, что лиса и кот ушли раньше и велели их догонять. Буратино пришлось расплатиться одним золотым за общий ужин и отправиться в путь.
На ночной дороге за Буратино погнались разбойники, на головах у которых «были надеты мешки с прорезанными дырками для глаз». Это были переодетые лиса Алиса и кот Базилио, которых Буратино не узнал. После продолжительной погони Буратино увидел домик на лужайке и стал отчаянно колотить в дверь руками и ногами, но его не впустили.
 — Девочка, откройте дверь, за мной гонятся разбойники! 

— Ах, какая чушь! — сказала девочка, зевая хорошеньким ртом. — Я хочу спать, я не могу открыть глаза… 

Она подняла руки, сонно потянулась и скрылась в окошке.
Разбойники схватили Буратино и долго мучили, чтобы заставить его отдать золотые, которые он успел спрятать во рту. Наконец они повесили его вниз головой на дубовой ветке, рассчитывая на то, что деньги выпадут у него изо рта, а сами на рассвете отправились поискать какую-нибудь харчевню.

### День 4-й
Возле дерева, где висел Буратино, в лесном домике жила Мальвина — девочка с голубыми волосами, в которую был влюблён Пьеро. До этого она сбежала от произвола Карабаса-Барабаса (из-за его грубости) вместе с верным пуделем Артемоном и успела подружиться с лесными жителями, которые «снабжали её всем необходимым для жизни». Мальвина обнаружила Буратино, распорядилась снять его с дерева и перенести в дом. Для лечения пострадавшего она пригласила лесных врачей — доктора Сову, фельдшерицу Жабу и народного знахаря Богомола.
Все трое долго спорили о том, жив Буратино или мёртв, но затем он сам пришёл в себя. В итоге ему прописали касторку и оставили в покое.

### День 5-й
На следующее утро Буратино пришёл в себя в кукольном домике. Стоило Мальвине спасти Буратино, как она сразу попыталась обучать его хорошим манерам, арифметике и чистописанию. Обучение Буратино было безуспешным (так как ему совсем не хотелось учиться), и Мальвина заперла его в чулане. Главный герой пробыл взаперти недолго, а сбежал он через кошачий лаз. Дорогу ему указывала летучая мышь, которая привела его к лисе Алисе и коту Базилио. Последние, в свою очередь, привели его в Город Дураков, где находилось Поле Чудес (на самом деле пустырь, сплошь засыпанный различным мусором и похожий на свалку).
Буратино, следуя инструкциям, зарыл оставшиеся четыре золотых монеты, полил водой, посыпал солью, прочитал заклинание «Крекс, фекс, пекс!» и сел ждать, пока вырастет денежное дерево. Лиса и кот, не дождавшись, пока Буратино уснёт или покинет свой пост, решили ускорить события. Лиса пошла в полицейский участок Страны Дураков и донесла дежурному бульдогу на Буратино, в то время как последний всё ещё сидел на Поле Чудес, где его и схватили два сыщика — добермана-пинчера, после чего отнесли в участок.
Воспользовавшись этим, лиса Алиса и кот Базилио завладели золотыми и тут же передрались между собой из-за неправильного дележа, но затем всё же разделили деньги поровну и скрылись. Тем временем приговор Буратино, вынесенный дежурным бульдогом, был таков:
Ты совершил три преступления, негодяй: ты беспризорный, беспаспортный и безработный. Отвести его за город и утопить в пруду!
Сыщики подхватили Буратино, «галопом оттащили за город и с моста бросили в глубокий грязный пруд, полный лягушек, пиявок и личинок водяного жука». Упав в воду, он встретился с обитательницей пруда, черепахой Тортилой. Она пожалела бедного деревянного мальчика, лишившегося денег (он узнал от неё, кто их украл), и дала ему золотой ключик, который случайно уронил в пруд Карабас-Барабас. Буратино убежал из Страны Дураков и встретил Пьеро, который, как и Мальвина, сбежал из кукольного театра.
Оказалось, что одной дождливой ночью к Карабасу-Барабасу пришёл погреться его друг Дуремар, продавец лечебных пиявок. Пьеро случайно подслушал их разговор, из которого удалось узнать, что черепаха Тортила прячет на дне пруда золотой ключик. По той же случайности Пьеро выдал себя. Карабас-Барабас заметил его и послал в погоню за ним двух полицейских бульдогов, которых нанял в Городе Дураков. Но Пьеро с трудом удалось сбежать от них верхом на зайце. Теперь у Пьеро было одно желание — встретиться с Мальвиной, и он попросил Буратино проводить его к своей возлюбленной.

### День 6-й
Буратино привёл Пьеро к кукольному домику, но не успел Пьеро обрадоваться встрече с Мальвиной, как оказалось, что им нужно немедленно бежать от погони. Мальвина и Артемон собрали вещи, но далеко убежать куклы не успели: на опушке леса их уже поджидали Карабас-Барабас и два полицейских бульдога. Буратино приказал Мальвине и Пьеро бежать к Лебединому озеру, а сам с Артемоном вступил в бой с Карабасом-Барабасом и бульдогами. Он позвал на помощь всех жителей леса. Ежи, жабы, ужи, коршун и многие другие животные встали на защиту кукол. Дуремар же испугался и спрятался за кустом.
Полицейские собаки были побеждены Артемоном и пришедшими на помощь обитателями леса, а Буратино одолел Карабаса-Барабаса в схватке один на один, бросив в него две шишки итальянской сосны и приклеив его бороду к смолистому стволу дерева. После боя с полицейскими собаками Буратино, Пьеро, Мальвина и раненый в бою Артемон скрылись в пещере.
Сильно пострадавший Карабас-Барабас, придя в себя, отправился вместе с Дуремаром (который отклеил его бороду от сосны) в харчевню «Трёх пескарей», чтобы хорошенько подкрепиться перед поисками беглецов. Храбрый Буратино пошёл за ними следом, залез в глиняный кувшин и во время трапезы выведал у Карабаса-Барабаса, в чём же кроется тайна золотого ключика.
В харчевню зашли лиса Алиса и кот Базилио. Они обещали Дуремару и Карабасу-Барабасу, что за десять золотых монет отдадут им Буратино, «не сходя с этого места», после чего показали злодеям на кувшин, где прятался Буратино. Карабас-Барабас разбивает этот кувшин, но выскочивший оттуда Буратино неожиданно для всех выбегает на улицу, садится верхом на петуха и возвращается к своим друзьям. Однако в пещере он никого не находит. Из-под земли вылезает крот и рассказывает Буратино о том, что случилось с его друзьями. Оказывается, пока Буратино отсутствовал в пещере, его друзей нашли сыщики из Страны Дураков и арестовали их.
Буратино бросается в погоню. Случайно столкнувшись с процессией, состоявшей из Лиса — губернатора Города Дураков, его советника — жирного кота в золотых очках, двух доберманов-пинчеров и арестованных кукол, он попытался бежать, но это привело к неожиданному освобождению его друзей и позорному бегству губернатора и сыщиков. Куклы уже почти сбежали, когда путь им преградили Карабас-Барабас, Дуремар, лиса Алиса и кот Базилио. Теперь уже куклам было никак не спастись, если бы как раз в этот момент не подоспел папа Карло, который разогнал злодеев:
Он плечом толкнул Карабаса-Барабаса, локтем — Дуремара‚ дубинкой вытянул по спине лису Алису, сапогом швырнул в сторону кота Базилио…
Несмотря на все возражения Карабаса-Барабаса, что куклы принадлежат ему, папа Карло забрал Буратино, Пьеро, Мальвину и Артемона и вернулся в город, к себе в каморку. Здесь-то Буратино и открыл друзьям тайну. Он попросил папу Карло снять холст, и за ним оказалась дверца, которую он открыл золотым ключиком. За дверцей оказался подземный ход, который привёл героев в небольшую комнату:
Широкие лучи с танцующими в них пылинками освещали круглую комнату из желтоватого мрамора. Посреди неё стоял чудной красоты кукольный театр. На занавесе его блестел золотой зигзаг молнии. 

С боков занавеса поднимались две квадратные башни, раскрашенные так, будто они были сложены из маленьких кирпичиков. Высокие крыши из зелёной жести ярко блестели. 

На левой башне были часы с бронзовыми стрелками. На циферблате против каждой цифры нарисованы смеющиеся рожицы мальчика и девочки.

На правой башне — круглое окошко из разноцветных стёкол.
Этот театр показал действия в саду и в африканских джунглях, а также сцены современной советской городской жизни 1930-х годов. Друзья договорились, что утром они будут учиться в школе, а вечером играть в чудесном кукольном театре «Молния».

### Эпилог
Сказка заканчивается первым представлением театра — комедией «Золотой ключик, или Необыкновенные приключения Буратино и его друзей». Все куклы Карабаса-Барабаса, не желая больше терпеть его издевательства, сбежали от него в новый театр. Даже Дуремар, убедившись в том, что торговля пиявками не приносит ему дохода, тоже решает устроиться на работу в этом театре (зажигать свечи или мести пол). А сам Карабас-Барабас остался ни с чем — он в буквальном смысле сел в лужу.

## Иллюстрации

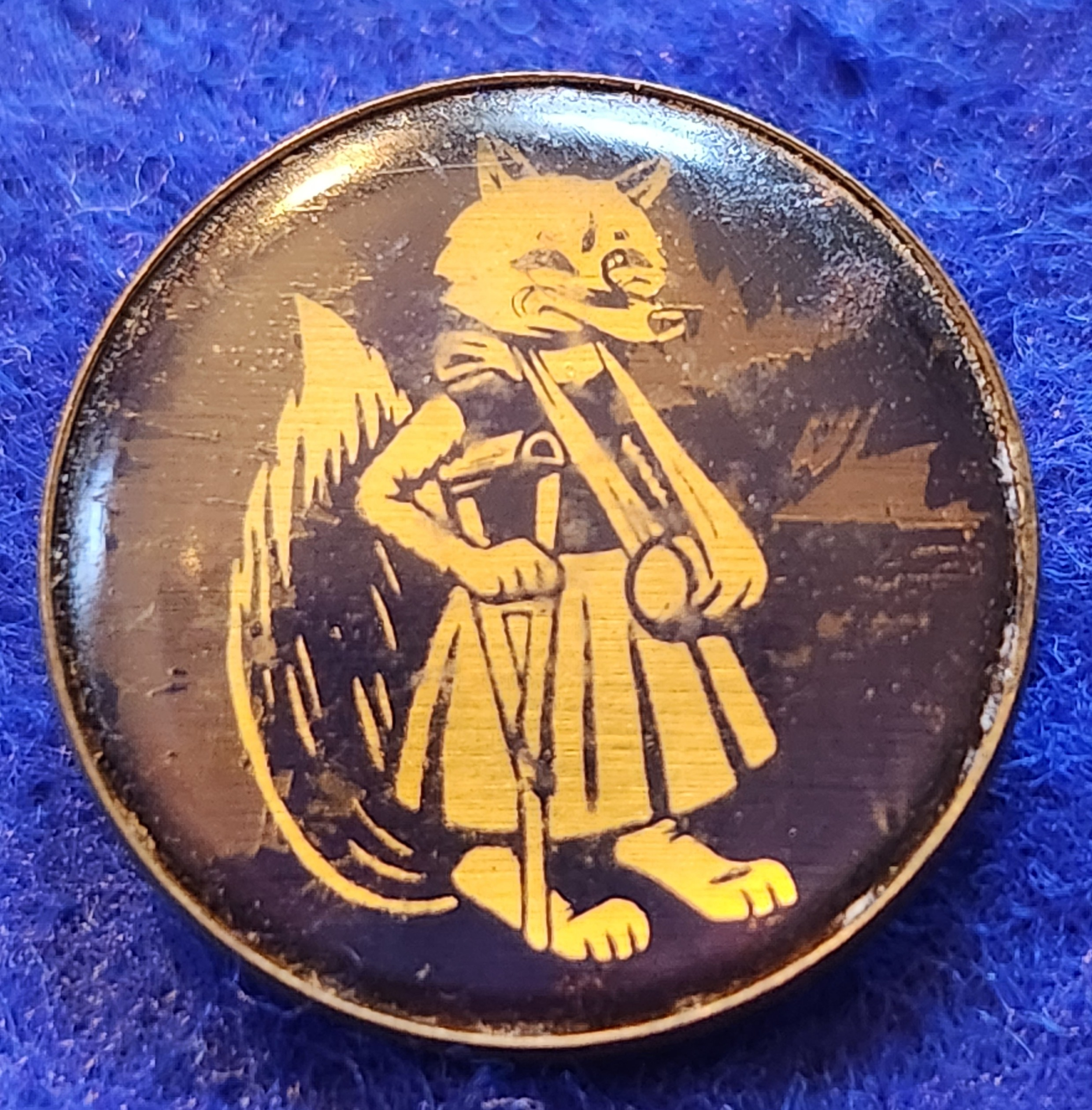
Значок с лисой Алисой

Первое издание было оформлено художником Брониславом Малаховским, иллюстрации были чёрно-белыми. Позднее изображения Буратино и других героев книги были созданы Аминадавом Каневским. В 1943 году он создал иллюстрации также в чёрно-белом исполнении, а в 1950 году выполнил цветной вариант акварелью.
Последующие издания иллюстрировались известными художниками, такими как Леонид Владимирский, Александр Кошкин, Анатолий Кокорин и Герман Огородников, и многими другими, в самых разных стилях: от карикатурного до абстрактного.

## В культуре
Книга понравилась детям и взрослым с первого издания. Единственный минус, который был отмечен критиками, — это её вторичность по отношению к оригиналу Коллоди.
Сказка Толстого с 1936 года пережила множество переизданий, переводов. Появились экранизация в виде фильма с куклами и с живыми актёрами; мультфильма, пьес (есть даже пьеса в стихах), оперы и балета. Известность получила постановка «Буратино» в театре Сергея Образцова. В советское время вышла настольная игра «Золотой ключик», а с началом цифровой эры — компьютерная игра «Приключения Буратино». Появились напиток «Буратино», конфеты «Золотой ключик» и даже тяжёлая огнемётная система «Буратино», называемая так из-за длинного ствола пусковой установки.
Герои книги и их фразы устойчиво вошли в русский язык, фольклор и стали темой для анекдотов.
Литературовед Мирон Петровский так писал о книге Толстого:
Обаяние сказки беспримерно и неотразимо. Воспоминание о ней полно томящих загадок. Одна из них — загадочность самого обаяния сказки. Другая — обращение большого художника к жанру детской сказки. В этом есть что-то подмывающее: кажется, это неспроста, что-нибудь тут не так. К тому же новый жанр — не просто сказка для детей, но сказочная повесть с несомненными чертами сатиры.
Критик Марк Липовецкий назвал Буратино «влиятельным культурным архетипом», книгой, ставшей своего рода памятником и одновременно важным элементом духовной традиции советской культуры.
Протоиерей Андрей Ткачёв считает, что «Буратино и золотой ключик» — «типичное переложение притчи о блудном сыне на язык сказки».
Доктор философских наук, профессор Игорь Леонидович Андреев отмечал: «Гениальная пародия графа Алексея Толстого в жанре итальянской сказки задолго до ваучеризации и приватизации рельефно выявила реальный финансовый подтекст банковских манипуляций и пирамид, связь их с криминалитетом, а также пагубность предпочтения сиюминутных развлечений новым знаниям».

## Культурные отсылки в книге
- Практически сразу после выхода книги в актёрско-театральной среде возникло мнение, что книга в целом является аллюзией на театральную жизнь Москвы 1920-х и 1930-х годов. В частности, Фаина Раневская в своей книге «Письма к подруге» написала следующее:

Я сама бы не догадалась, но мне объяснили в театре. Главный герой, Буратино,— это Горький, Мальвина — жена Блока, Любовь Менделеева, а сам Блок выведен как Пьеро. В сказке есть злодей Карабас-Барабас, директор кукольного театра, так вот это — Мейерхольд.
Кроме этого, исследователи указывают и на другие параллели между персонажами книги и реальными людьми, между сюжетными ходами и реальными событиями:
- Буратино — Максим Горький

- Попытка Буратино спастись от Карабаса-Барабаса на сосне — «бегство» Горького на остров Капри.
- То, что Буратино получает деньги от Карабаса-Барабаса, а затем лишается их из-за преступных действий лисы Алисы и кота Базилио — история взаимоотношений Горького и Александра Парвуса. С 1902 года последний был литературным агентом Горького в Европе и должен был собирать причитающиеся Горькому гонорары за публикацию текстов и постановку пьес, чтобы потом перевести их Горькому. Однако в 1908 году тот обвинил Парвуса в том, что последний присвоил себе и растратил все деньги, которые причитались Горькому за постановку пьесы «На дне» (1903) в Германии, а сам Горький не получил за это вообще ничего.

- Папа Карло и Джузеппе — Константин Станиславский и Владимир Немирович-Данченко соответственно

- Изображение горизонтальной молнии на занавесе театра, который находят Буратино и его друзья за потайной дверцей, — изображение чайки на занавесе МХАТа

- Карабас-Барабас — Всеволод Мейерхольд

- Длинная борода Карабаса-Барабаса — длинный шарф с концами до самой земли, который любил носить Мейерхольд.
- Плётка Карабаса-Барабаса — пистолет-маузер, который Мейерхольд носил всегда с собой, а на репетициях выкладывал на стол.
- Кукольный театр Карабаса-Барабаса — Государственный театр имени Вс. Мейерхольда, которым руководил Всеволод Эмильевич.
- Звание «доктор кукольных наук» у Карабаса-Барабаса — псевдоним «доктор Дапертутто», которым пользовался Мейерхольд.
- Бегство кукол из театра Карабаса-Барабаса — конфликты Мейерхольда с актёрами из-за высоких нагрузок и тяжёлой рабочей атмосферы.

- Дуремар — помощник Мейерхольда, Владимир Соловьёв, известный под псевдонимом «Вольдемар (Вольмар) Люсциниус».
- Пьеро — Александр Блок.
- Мальвина — Ольга Книппер-Чехова (жена Антона Чехова), Мария Андреева (гражданская жена Максима Горького) или Любовь Менделеева (жена Александра Блока). Также вероятна аллюзия на ушедшую из театра Мейерхольда Марию Бабанову.

- То, что Мальвина учит Буратино арифметике и чистописанию — намёк на высшее образование у Марии Андреевой и отсутствие документов даже о школьном образовании у Максима Горького.

.
- Ответ Буратино на предложенную Мальвиной арифметическую задачу о яблоках («Два… я же не отдам некту яблоко, хоть он дерись») является отсылкой к комедии Дениса Фонвизина «Недоросль», в которой госпожа Простакова предлагает такое «решение» аналогичной задаче, заданной Цыфиркиным Митрофанушке (в той задаче речь шла о 300 рублях):

Нашёл деньги, ни с кем не делись. Всё себе возьми, Митрофанушка. Не учись этой дурацкой науке.

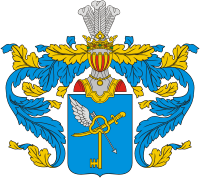
Родовой герб графов Толстых

- Палиндром «А роза упала на лапу Азора», который Мальвина диктует Буратино во время урока чистописания, принадлежит перу Афанасия Фета.
- Объяснение, придуманное собаками-сыщиками, чтобы оправдаться в исчезновении губернатора Лиса, — что он «был взят на небо живым» — является отсылкой к библейским рассказам о праотце Енохе (Быт. 5:24) и пророке Илии (4Цар. 2:11).
- Золотой ключик является аллюзией на фамильный герб графов Толстых — рода, к которому принадлежал автор («В щите, имеющем голубое поле, изображены золотая сабля и серебряная стрела, продетые остроконечиями крестообразно сквозь кольцо золотого ключа, и над ключом с правой стороны видно серебряное крыло распростёртое».)
- Есть также версия, что образ золотого ключика — это заимствование из произведения английского писателя Льюиса Кэрролла «Алиса в Стране чудес» (1865). В этой книге тоже присутствует золотой ключик — он открывает дверь в волшебный сад, причём дверь до поры до времени находится за занавеской (как у Толстого — за холстом с нарисованным очагом). Также есть ещё несколько аллюзий на «Алису»: например, в сцене драки с полицейскими бульдогами «ёж, ежиха, ежова тёща, две ежовые незамужние тётки и маленькие еженята сворачивались клубком и со скоростью крокетного шара ударяли иголками бульдогов в морду», а в первоисточнике есть 8 глава «Королевский крокет», где в крокет играют именно свернувшимися в клубок ежами[30].

## Герои

### Положительные персонажи
- Буратино — деревянная кукла, вырезанная из полена шарманщиком Карло.
- Папа Карло[a] — шарманщик, который вырезал Буратино из полена.
- Джузеппе (он же Сизый Нос) — столяр, друг Карло.
- Мальвина — кукла, девочка с голубыми волосами.
- Артемон — пудель, преданный Мальвине.
- Пьеро́ — кукла, поэт, влюблённый в Мальвину.
- Арлекин — кукла, партнёр Пьеро по сцене.
- Черепаха Тортила[b] — обитает в пруду около Страны Дураков; дарит Буратино золотой ключик.
- Говорящий сверчок — предсказывает Буратино его судьбу.

### Отрицательные персонажи
- Карабас-Барабас[c] — доктор кукольных наук, владелец кукольного театра, кавалер высших орденов и ближайший друг Тарабарского короля.
- Дуремар — его друг и продавец лечебных пиявок.
- Лиса Алиса — мошенница с большой дороги.
- Кот Базилио — мошенник с большой дороги.
- Бульдог — начальник полиции Страны/Города Дураков.
- Полицейские бульдоги
- Сыщики-доберманы-пинчеры
- Лис — губернатор Города Дураков. По-видимому, убит барсуком.
- Жирный кот с надутыми щеками, в золотых очках — помощник губернатора Лиса и тайный нашёптыватель. В результате упал в обморок.
- Крыса Шу́шара[d] — живёт в каморке папы Карло. Дважды пыталась погубить Буратино. В 28 главе была задушена Артемоном.

### Другие персонажи
- Базилио — полосатый кот, встреченный главным героем на улице. Его собрат с таким же именем является одним из мошенников.
- Кассирша театра Карабаса-Барабаса.
- Мальчик, купивший у Буратино азбуку за 4 сольдо.
- Куклы из театра Карабаса-Барабаса.
- Ворона — пыталась предупредить Буратино, что мошенники обманывают его.
- Хозяин харчевни «Трёх пескарей».
- Сплюшка — ночная птица. Пыталась убедить Буратино не верить коту и лисе.
- Петух
- Лебедь, обитающий в пруду Тортилы. На нём Буратино в 10-й главе улетел и временно спасся от лесных разбойников (лиса Алиса и кот Базилио).
- Доктор Сова, фельдшерица Жаба и знахарь Богомол — врачи, живут в лесу рядом с домиком Мальвины.
- Летучая мышь Фрида — живёт в чулане Мальвины. Привела Буратино в Страну Дураков.
- Светлячок
- Лягушки, обитающие в пруду Тортилы.
- Серый Заяц — спас Пьеро от Карабаса-Барабаса и полицейских бульдогов.
- Лесные звери (птицы, муравьи, пчёлы, лягушки, коршун) — помогали Мальвине жить в лесу. В 21 главе они помогли Артемону сражаться с полицейскими бульдогами.
- Слепые ужи — героически погибли, помогая Артемону, так как были съедены бульдогами.
- Крот — рассказал Буратино о том, что его друзей арестовали.
- Барсуки — расправились с губернатором Лисом.
- Уличный полицейский, которому Карабас-Барабас в первую очередь жаловался на Карло.
- Полицейские города Тарабарска.
- Начальник города Тарабарска — самый толстый, ленивый и вечно отдыхающий градоначальник.

## Адаптации
- 1939 — «Золотой ключик» — художественный фильм с кукольными сценами, режиссёр Александр Птушко, это первая экранизация сказки, фильм снят при участии А. Н. Толстого, изображение чёрно-белое. В 1959 г. фильм вышел во 2-й редакции с изменениями.
- 1953 — «Буратино» («Золотой ключик») — пьеса-сказка Екатерины Борисовой. В Государственном центральном театре кукол под руководством С. В. Образцова, по этой пьесе был поставлен кукольный спектакль, постановщики Евгений Сперанский, Эмиль Мэй, Сергей Образцов, режиссёр Леонид Хайт. Премьера спектакля в 1-й редакции состоялась 7.10.1953 г. Премьера спектакля во 2-й редакции состоялась 15.12.1972 г. В 1985 г. в театре также был снят кукольный фильм-спектакль «Буратино».
- 1955—1964 — «Золотой ключик» — балет на музыку М. С. Вайнберга, сочинение № 55. Партитура балета, в ходе доработок, имела 3 редакции: 1-я редакция — 1955 г., 2-я редакция — 1961 г. (Постановка Н. Г. Гришиной — премьера 10.06.1962), 3-я редакция, где партитура была переработана в 4 оркестровые сюиты — 1964 г. (Постановка М. Ж. Тлеубаева — премьера 27.04.1974).
- 1957 — «Золотой ключик» — балет на музыку Б. И. Зейдмана, либретто А. Бадалбейли.
- 1959 — «Приключения Буратино» — рисованный мультфильм, режиссёры Иван Иванов-Вано и Дмитрий Бабиченко.
- 1959 — «Золотой ключик» — фильм 1939 г. в редакции 1959 г.
- 1970 — «Золотой ключик» — опера на музыку В. Ходош, либретто М. Шульмана.
- 1972 — «Золотой ключик» — опера для детей, постановка Михаила Мордвинова, режиссёр Виктор Хайкин, музыка Игоря Морозова, стихи Виктора Викторова, симфонический оркестр Московского государственного детского музыкального театра, дирижёр Леопольд Гершкович, либретто Наталии Сац. «Мелодия» 1973 г.
- 1975 — «Приключения Буратино» — художественный фильм в двух частях, режиссёр Леонид Нечаев.
- 1976 — «Наш друг — Буратино» — музыкальный концерт в исполнении детского грузинского ансамбля «Мзиури», в который вошли музыка и песни из фильма 1975 г., а некоторые песни содержат куплеты отсутствующие в фильме. После выхода телеверсии концерта также была выпущена аудиоверсия. «Мелодия» 1978 г.
- 1991 — «Золотой ключик» — балет на музыку белорусского композитора Олега Ходоско.
- 1993 — «Приключения Буратино» — компьютерная видеоигра.
- 1997 — «Новейшие приключения Буратино» — музыкальный фильм, режиссёр Дин Махаматдинов.
- 2006 — «Золотой ключик, или приключения буратино» — пьеса Олеси Емельяновой, в стихах. 7.08.2007 г. поставлен кукольный спектакль в Волгоградском областном театре кукол. 27.09.2009 г. поставлен кукольный спектакль в Курском государственном театре кукол.
- 2009 — «Золотой ключик» — фильм-мюзикл, режиссёр Александр Игудин.
- 2009 — «Буратино и Солнце» («Буратино, сын Пиноккио») — российско-эстонский художественный фильм, режиссёр Расмус Меривоо.
- 2013 — «Возвращение Буратино» — рисованный мультфильм, режиссёр Екатерина Михайлова.
- 2025 — «Буратино» — художественный фильм, режиссёр Игорь Волошин.

## Диафильмы
- 1953 — «Приключения Буратино» — диафильм в двух частях Д-320-53[31] и Д-321-53[32], текст А. Н. Толстого, редактор Лазарь Гуревич, художник Леонид Владимирский.
- 1970 — «Буратино — деревянный человечек» — диафильм для уроков русского языка в 1 классе. Д-297-70.
- 1970 — «Приключения Буратино» — диафильм в двух частях Д-116-70[33] и Д-117-70[34], текст А. Н. Толстого, редактор Г. Витухновская, художник Е. Мешков, художественный редактор А. Морозов.
- 1971 — «Приключения Буратино» — звуковой диафильм в двух частях, текст А. Н. Толстого, редактор Г. Витухновская, художник Е. Мешков, художественный редактор А. Морозов. С грампластинкой 33Д—29857-58[35], читает Г. Рахманов, режиссёр В. Скурьят, музыкальное оформление В. Проводиной.
- 1981 — «Золотой ключик, или Приключения Буратино» — диафильм в двух частях 2367-1[36] и 2367-2[37], художники Евгения Харькова, Юрий Харьков[38]. «Укркинохроника» 1981 г[39].
- 1986 — «Приключения Буратино» — диафильм в двух частях Д-173-86[40] и Д-174-86[41], автор сценария Нинель Максименко, редактор В. Дугин, художник К. Сапегин, художественный редактор Т. Семибратова.
- 1988 — «Приключения Буратино» — звуковой диафильм в двух частях, автор сценария Нинель Максименко, редактор В. Дугин, художник К. Сапегин, художественный редактор Т. Семибратова. C грампластинкой М90 48271 005[42], режиссёр Л. Крюкова, звукорежиссёр А. Гурвич, музыкальное оформление В. Кундрюцковой, исполняют Г. Коваленко., Л. Иванова., Н. Назарова., Г. Толчинский, Ю. Чернов.
- 2006 — «Приключения Буратино» — звуковой диафильм для диапроектора «Светлячок»[43], в двух частях, с двумя книжками, рисунки Леонида Владимирского. «Амфора-медиа» 2006 г.
- 2011 — «Золотой ключик, или Приключения Буратино» — книга издательства «Умка», со звуковым сопровождением «С-Трейд», ISBN 978-5-91941-279-3

## Книги с отсылками
- 1938 — «Буратино у нас в гостях» — пьеса Елены Данько. С апреля по сентябрь 1938 г. печаталась в журнале «Чиж».
- 1941 — «Побеждённый Карабас» — книга Елены Данько. Сказочная повесть.
- 1953 — «Буратино» («Золотой ключик») — пьеса-сказка Екатерины Борисовой.
- 1958 — «По следам „Золотого ключика“» — книга Леонида Гальперштейна. Где главный герой Буратино отправляется на кондитерскую фабрику, чтобы узнать секрет изготовления своих любимых конфет.
- 1975 — «Вторая тайна золотого ключика» — книга Александра Кумма и Сакко Рунге. Авторский вариант продолжения сказки.
- 1979 — «Буратино летит на Луну» («Buratino lendab kuule») — пьеса эстонского писателя Уно Лейес.
- 1993 — «Новые приключения Буратино и его друзей» — книга Лары Сон[44].
- 1995 — «Буратино ищет клад», 1-я редакция — книга Леонида Владимирского, с авторскими рисунками. Где рассказывается история происхождения театра «Молния».
- 1996 — «Буратино ищет клад», 2-я редакция, переработанная — книга Леонида Владимирского, с авторскими рисунками.
- 1996 — «Буратино в Изумрудном городе» — книга Леонида Владимирского, с авторскими рисунками. Кроссовер.
- 1998 — «Аргентумный ключ» — книга Сергея Лукьяненко. Задумка романа в стиле киберпанка[45][46].
- 2005 — «По следам золотого ключика, или Новые приключения Буратино» — книга Виктории и Алексея Варгинх.
- 2005 — «Страна счастливых снов, или Приключения Буратино продолжаются» — книга Виктории и Алексея Варгинх.
- 2006 — «Золотой ключик, или приключения буратино» — пьеса Олеси Емельяновой, в стихах.
- 2008 — «Ключ из жёлтого металла» — книга Макса Фрая. Фактически является[когда?] парафразом «Золотого ключика», пересказом старой сказки на новый лад[47].
- 2009 — «Буратино» — пьеса Надежды Ратниковой.
- 2010 — «Та самая азбука Буратино» — книга Ольги Прохоровой и Татьяны Толстой.
- 2010 — «Буратино» («Буратино со сказочником») — пьеса Надежды Маменко.
- 2011 — «Приключения старшего брата Буратино Поктока, ставшего инопланетянином» — книга Владимира и Константина Ткаченко (псевдоним К. и Т. Енко)[48].
- 2012 — «Операция „Завтрашний день“, или Сегодняшние приключения Буратино» — пьеса-сказка Геннадия Полищука.
- 2013—2020 — «Золотой ключ, или Похождения Буратины» — трилогия К. А. Крылова (псевдоним М. Ю. Харитонов), написана в 2013—2020 г., 3-я часть не окончена ввиду смерти автора, и опубликована по черновикам. По авторскому определению, «Классический текст А. Толстого, переписанный — или, лучше сказать, конвертированный — в „жёсткую“ SF»[49].